# Tetrix cavifrontalis
Tetrix cavifrontalis är en insektsart som beskrevs av Liang 1998. Tetrix cavifrontalis ingår i släktet Tetrix och familjen torngräshoppor. Inga underarter finns listade i Catalogue of Life.